# Притула, Всеволод Всеволодович
Все́волод Все́володович Приту́ла (29 июля 1937 — 28 октября 2015) — выдающийся специалист и крупный учёный в области защиты от коррозии объектов трубопроводного транспорта, внёсший огромную лепту в успешное развитие отечественной науки и нефтегазового комплекса СССР и России.

## Происхождение
Родился в семье потомственного нефтяника. Его дед, профессор Александр Фомич Притула, был крупным учёным, инженером, преподавателем, исследователем, первооткрывателем. В первой четверти XX века (как в дореволюционный, так и в советский периоды) являлся одним из крупнейших руководителей Северо-Кавказского нефтяного региона В 1926 году после переезда в Москву возглавил специальный курс «Нефтяной цикл» (кафедру) в Институте народного хозяйства им. Г. В. Плеханова на промышленном отделении экономического факультета. После учреждения Московского нефтяного института (МНИ), являясь одним из участников создания этого вуза, первым возглавил в нём кафедру «Транспорт и хранение нефти» (1930 г.). Автор самых первых очень добротных учебников в этой области.
Его отец, Всеволод Александрович Притула, также посвятил себя нефтяной и газовой сфере. Создатель первого в СССР свода правил по защите от подземной коррозии (1939 г.).

## Образование
Ко времени окончания школы в 1954 году Всеволод Всеволодович уже хорошо знал историю своей семьи, знал о больших, достойных и славных профессиональных достижениях своих предков-нефтяников, узнал и о тяжёлых испытаниях и трагических событиях, выпавших на долю старшего поколения его семьи в предвоенные годы. Поэтому он вполне осмысленно и твёрдо решил, что должен продолжать их дело. Сдав вступительные экзамены, В. В. Притула стал студентом Московского нефтяного института по кафедре транспорта и хранения нефти и газа, которую основал и возглавил его дед. Через 5 лет успешной учёбы он в начале июня 1959 г. защищает дипломный проект и удостаивается присвоения квалификации инженера-механика по специальности «Сооружение и эксплуатация нефтегазопроводов и нефтебаз».

В институте В. В. Притула прекрасно учится. В одном из воспоминаний, посвящённых своему институтскому наставнику В. И. Черникину, он пишет: 
Основной профессиональный предмет «Эксплуатация магистральных нефтепроводов» я знал настолько хорошо, что на лекциях Вадим Иванович иногда приглашал меня к доске для совместного решения поставленных математических задач…

## Научная деятельность
После распределения В. В. Притула попал во Всесоюзный НИИ по строительству магистральных трубопроводов (ВНИИСТ), в котором проработал более 55 лет.
Продолжая дело отца, он изучает влияние блуждающих токов на коррозионные процессы, микробиологическую коррозию и почвенную коррозию в районах Западной Сибири, Якутии и в местах с распространёнными многолетнемёрзлыми грунтами. В стенах ставшего родным ВНИИСТа Всеволод Всеволодович плодотворно работал над коррозионной защитой магистральных трубопроводов и одним из наиболее известных его новаторств в этой области являются протяжённые гибкие аноды для установок катодной защиты. Его разработка противокоррозионной защиты трубопроводов запатентована в различных странах Европы, Азии и Америки. Принял участие в создании более 50 изобретений.
Большую часть жизни посвятил работе в стенах Всесоюзного научно-исследовательского института по строительству и эксплуатации трубопроводов, а оставшиеся годы жизни был научным консультантом на предприятии, занимающемся производством оборудования электрохимической защиты от коррозии и входящим в состав Корпорации ПСС®  — ООО "Завод нефтегазовой аппаратуры Анодъ". Всего из-под его пера вышло более 400 научных и технических публикаций, включая 5 монографий, в которых отражены: многолетние изыскания в области коррозии магистральных трубопроводов под действием блуждающих токов, разработки новых устройств эффективной электрохимической защиты трубопроводов, аналитические труды по микробиологической коррозии и коррозионным свойствам вечномёрзлых грунтов, определение остаточного ресурса трубопроводов в зависимости от качества работы электрохимической защиты и от агрессивности среды, расчёт остаточной скорости коррозии на объектах с действующей системой ЭХЗ.
Создал Центр диагностики и защиты от коррозии (1980-е гг.) и «неповторимый ансамбль» (по словам самого Всеволода Всеволодовича) специалистов Аналитического управления (2000-егг.), в котором он с успехом являлся руководителем.

## Награды и премии
За огромный вклад в развитие нефтегазовой отрасли В. В. Притула был награждён медалями «За трудовую доблесть» (1986 г.), «Ветеран труда» (1985 г.), «За общественные заслуги» ЧССР (1968 г.), удостоен звания «Заслуженный работник Минтопэнерго России» (1994 г.), знака «Отличник Миннефтегазстроя» (1987 г.), «Отличник Роснефтегазстроя» (1997 г.), «Участник строительства газопровода Уренгой-Помары-Ужгород» (1984 г.), «Участник строительства газопровода Уренгой-Новопсков» (1989 г.), двух золотых и шести серебряных медалей ВДНХ СССР,  Заслуженный работник нефтяной и газовой промышленности Российской Федерации (1998 г.).
За высокие научные достижения и большой вклад в развитие России ему была вручена почётная серебряная медаль В. И. Вернадского

## Хобби, увлечения
Ещё во время Войны, учась в первом классе, В. В. Притула приобщился к коллекционированию марок, которым был увлечён его отец. Конечно в то время каждый мальчишка собирал марки, однако юный Всеволод не просто стал копить марки: он их систематизировал, собирал в коллекции. Благодаря этому он смог стать бронзовым лауреатом на первой международной выставке по филателии в Москве в 1957 г. А в 1974 г. в Будапеште на Международной филателистической выставке «Аэрофила-74» отмечен Большим призом и золотой медалью.
Также юный Всеволод активно участвует в спортивной жизни. Прекрасные природные атлетические данные, с присущим ему бойцовским характером, привели его в профессиональную волейбольную команду московского «Спартака». Принял участие в международных соревнованиях и, будучи ещё студентом, удостоится присвоения звания «Мастер спорта». Профессионально занимался баскетболом и футболом, увлекался теннисом и подводным плаванием, профессионально играл в шахматы.